# توماش سكلناك
توماش سكلناك مواليد 2 مارس 1982، هو لاعب كرة يد تشيكي. مثل منتخب التشيك لكرة اليد.

## سجل المنافسة
شارك في البطولات التالية:
- بطولة أوروبا لكرة اليد للرجال 2014

## روابط خارجية
- توماش سكلناك على موقع الاتحاد الأوروبي لكرة اليد (الإنجليزية)
- توماش سكلناك على موقع الدوري الألماني لكرة اليد (الألمانية)